# Svenska inomhusmästerskapen i friidrott 1999
Svenska inomhusmästerskapen i friidrott 1999 var uppdelat i  
- Stora Inne-SM den 13 och 14 februari i Sätra Friidrottshall i Stockholm samt
- Inne-SM Mångkamp den 5 till 7 februari i Karlstad

Tävlingen var det 34:e svenska inomhusmästerskapet.

## Svenska inomhusmästare män[1][2]
- 60 m: Patrik Lövgren, Malmö AI - 6,66
- 200 m: Mattias Sunneborn, IFK Lidingö – 21,39
- 400 m: Jacob Stafstedt, IF Göta – 48,21
- 800 m: Rizak Dirsche, Hälle IF – 1.53,59
- 1500 m: Michael Öhman, Bollebygds SK – 3.48,56
- 3000 m: Patrik Johansson, Spårvägens FK – 8.02,03
- 60 m häck: Fredrik Lindberg, Östersunds GIF – 7,84
- Höjd: Stefan Holm, Kils AIK – 223
- Stav: Martin Eriksson, Hässelby SK – 5,35
- Längd: Mathias Lageskog, IK Orient - 7,45
- Tresteg: Kristian WeeTom*, Örgryte IS - 15,88
- Kula: Sören Tallhem, Spårvägens FK – 18,92
- Sjukamp: Henrik Dagård, KA 2 IF - 5859

*) Julian Golley, Storbritannien, hoppade längst (16,20) men var utom SM-tävlan

## Svenska inomhusmästare kvinnor[1][2]
- 60 m: Jenny Kallur*, Falu IK - 7,49
- 200 m: Erica Johansson, Mölndals AIK – 24,03
- 400 m: Anna Jägre, Hässelby SK – 54,93
- 800 m: Monica Lundgren, Täby IS – 2.05,31
- 1500 m: Åsa Hedström, Hälle IF – 4.24,91
- 3000 m: Jenny Framme, Hälle IF – 9.45,88
- 60 m häck: Susanna Kallur, Falu IK – 8,51
- Höjd: Jenny Isgren, Skurups FIK – 178
- Stav: Maria Rendin**, Heleneholms IF – 3,77
- Längd: Erica Johansson, Mölndals AIK - 6,63
- Tresteg: Camilla Johansson, IFK Växjö - 13,40
- Kula: Linda-Marie Mårtensson, Hässelby SK – 16,98
- Femkamp: Maria Richtnér, Spårvägens FK - 3958

*) Marit Birknes, Norge, vann finalen (7,48) men var utom SM-tävlan

**) Thorey Elisdottir, Island, hoppade 4,21 men var utom SM-tävlan